# 2003-as magyar atlétikai bajnokság
A 2003-as magyar atlétikai bajnokság a 108. bajnokság volt. Elmaradtak a maratoni váltók szabadtéren, fedett pályán a hosszútávú gyaloglószámokat 3 és 5000 méteresre változtatták.

## Helyszínek
- téli dobóbajnokság: február 22. és március 1., Budapest
- 50 km gyaloglás: március 29., Gyűgy
- mezeifutás: április 5., Nadap
- 20 km gyaloglás: április 27., Balassagyarmat
- 10 000 m: május 18., Pécs
- váltóbajnokság 3 × 800 m, 3 × 1000 m: május 24., Szilágyi út
- váltóbajnokság: június 7−8., Budapest
- pályabajnokság: augusztus 2–3., Nyíregyháza
- félmaraton: augusztus 31., Budapest
- női 10 km gyaloglás: szeptember 6., Tatabánya
- többpróba: szeptember 12−14., Budapest
- ügyességi csapatbajnokság: szeptember 27., Budapest
- maraton: szeptember 28., Budapest

## Eredmények

### Férfiak
| Versenyszám            | Arany                                                                 | Arany     | Ezüst                                                                             | Ezüst                       | Bronz                                                               | Bronz                       |
| ---------------------- | --------------------------------------------------------------------- | --------- | --------------------------------------------------------------------------------- | --------------------------- | ------------------------------------------------------------------- | --------------------------- |
| 100 m                  | Dobos Gábor Bp. Honvéd                                                | 10,34     | Pauer Géza Bp. Honvéd                                                             | 10,40                       | Németh Gergely Soproni AC                                           | 10,41                       |
| 200 m                  | Pauer Géza Bp. Honvéd                                                 | 21,19     | Szeglet Zsolt Győri Dózsa                                                         | 21,26                       | Németh Gergely Soproni AC                                           | 21,26                       |
| 400 m                  | Szeglet Zsolt Győri Dózsa                                             | 45,67     | Csesznegi Dávid Pécsi VSK                                                         | 47,38                       | Szabó László HÓDIÁK SE                                              | 47,58                       |
| 800 m                  | Kerékjártó István KSI                                                 | 1:50,93   | Takács Dávid VEDAC                                                                | 1:51,19                     | Árpási Miklós Pécsi VSK                                             | 1:51,20                     |
| 1500 m                 | Bodor Olivér Pécsi VSK                                                | 3:48,12   | Árpási Miklós Pécsi VSK                                                           | 3:48,14                     | Kaltenecker Gábor AC Szekszárd                                      | 3:50,53                     |
| 5000 m                 | Bodor Olivér Pécsi VSK                                                | 14:24,41  | Zatykó Miklós Vasas                                                               | 14:29,50                    | Rezessy Gergely Vasas                                               | 14:32,92                    |
| 10 000 m               | Bodor Olivér Pécsi VSK                                                | 29:53,72  | Zatykó Miklós Vasas                                                               | 30:02,58                    | Ott Balázs Bp. Honvéd                                               | 30:08,42                    |
| 4 × 100 m              | Bakai Gergely Pauer Géza Prosser Zsolt Dezső Ákos Bp. Honvéd          | 41,51     | Bene János Ágoston Dániel Cselovszki Lüszien Nyilasi Péter Újpesti TE             | 41,96                       | Kujbus György Dávid Zoltán Resán Gergely Vas Dávid Nyíregyházi VSC  | 42,22                       |
| 4 × 400 m              | Gaál György Nagy István Lukács András Szeglet Zsolt Győri Dózsa       | 3:15,79   | Kovács Balázs Bertha Szabolcs Konkoly Miklós Takács Dávid VEDAC                   | 3:15,87                     | Palkó László Árpási Miklós Kürtösi Zsolt Csesznegi Dávid Pécsi VSK  | 3:16,96                     |
| 3 × 1000 m             | Kiss Roland Némedi Zoltán Stépán Zsolt MAC-Népstadion                 | 7:26,02   | Timár Levente Molnár Szabolcs Szalai Ferenc Alba Regia AK                         | 7:27,09                     | Éder Patrik Kőműves Norbert Árpási Miklós PVSK                      | 7:31,93                     |
| 110 m gát              | Kovács Balázs VEDAC                                                   | 13,95     | Csillag Levente Szolnoki MÁV                                                      | 14,01                       | Kiss Dániel Ikarus BSE                                              | 14,05                       |
| 400 m gát              | Dezső Ákos Bp. Honvéd                                                 | 51,37     | Lóczi Rumen Ferencvárosi TC                                                       | 53,14                       | Csillag Levente Szolnoki MÁV                                        | 53,16                       |
| 3000 m akadály         | Németh Máté AC Szekszárd                                              | 8:58,66   | Weisz Péter Tatabányai SC                                                         | 9:07,05                     | Bucsú Dénes VEDAC                                                   | 9:15,92                     |
| 20 km gyaloglás        | Dudás Gyula Szegedi VSE                                               | 1:31:13,7 | Czukor Zoltán Komló SE                                                            | 1:32:54,4                   | Tubak Róbert Szegedi VSE                                            | 1:36:47,8                   |
| 50 km gyaloglás        | Czukor Zoltán Pécsi VSK                                               | 4:02:26   | Dudás Gyula Szegedi VSE                                                           | 4:29:49                     | Tubak Róbert Szegedi VSE                                            | 4:34:23                     |
| magasugrás             | Boros László Kecskeméti ARC                                           | 224 cm    | Fehér Román DAC                                                                   | 213 cm                      | Vaskó Zoltán Alba Regia AK                                          | 205 cm                      |
| rúdugrás               | Váczi János Zalaegerszegi AC                                          | 510 cm    | Kovács Péter Bp. Honvéd                                                           | 500 cm                      | Szörényi Zoltán TFSESkoumál Péter TFSE                              | 480 cn                      |
| távolugrás             | Lőrincz Imre Soproni AC                                               | 798 cm    | Margl Tamás Tatabányai SC                                                         | 789 cm                      | Dömötör Balázs KSI                                                  | 729 cm                      |
| hármasugrás            | Tölgyesi Péter Dunakeszi VSE                                          | 16,30 m   | Voncsina Henrik TFSE                                                              | 15,20 m                     | Fejős Bence Ferencvárosi TC                                         | 15,05 m                     |
| súlylökés              | Biber Zsolt BEAC                                                      | 19,26 m   | Máté Gábor Csabai ASE                                                             | 18,72 m                     | Németh Zsolt Dobó SE                                                | 17,35 m                     |
| diszkoszvetés          | Fazekas Róbert Haladás VSE                                            | 67,94 m   | Kővágó Zoltán Bp. Honvéd                                                          | 64,23 m                     | Máté Gábor Csabai ASE                                               | 63,88 m                     |
| kalapácsvetés          | Annus Adrián Haladás VSE                                              | 81,97 m   | Botfa Péter Haladás VSE                                                           | 80,20 m                     | Németh Zsolt Dobó SE                                                | 76,12 m                     |
| gerelyhajítás          | Horváth Gergely Zalaegerszegi AC                                      | 81,55 m   | Laduver Róbert Békéscsabai AC                                                     | 72,20 m                     | Olteán Csongor ASE                                                  | 69,67 m                     |
| tízpróba               | Kürtösi Zsolt Pécsi VSK                                               | 7651      | Polonyi Tamás Szolnoki MÁV                                                        | 7164                        | Skoumal Péter TFSE                                                  | 6970                        |
| kis mezei futás 6 km   | Bodor Olivér Pécsi VSK                                                | 18:28     | Csillag Balázs AC Szekszárd                                                       | 18:44                       | Sági Ferenc Micro SC                                                | 18:48                       |
| mezei futás 12 km      | Zatykó Miklós Vasas                                                   | 38:23     | Stépán Zsolt MAC-Népstadion                                                       | 38:28                       | Horváth Béla Hunyadi DSE                                            | 38:35                       |
| félmaraton             | Zatykó Miklós Vasas                                                   | 1:05:53   | Benedek Zsolt Békéscsabai AC                                                      | 1:06:00                     | Berecz Lajos Mezőtúri VSI                                           | 1:06:09                     |
| maraton                | Nagy László Kiskunfélegyházi Honvéd                                   | 2:24:39   | Berecz Lajos Mezőtúri VSI                                                         | 2:26:34                     | Horváth Béla Hunyadi DSE                                            | 2:27:15                     |
| csapat 20 km gyaloglás | Dudás Gyula Tubak Róbert Lengyel Gábor Szegedi VSE                    | 4:46:03,3 | Csont Attila Csont András Márta Tibor Békéscsabai AC                              | 4:55:09,3                   | Balázs Sándor Novák László Faragó Károly Bp. Honvéd                 | 5:02:01,0                   |
| csapat 50 km gyaloglás | Dudás Gyula Tubak Róbert Farkas Ádám Szegedi VSE                      | 14:12:41  | több induló csapat nem volt                                                       | több induló csapat nem volt | több induló csapat nem volt                                         | több induló csapat nem volt |
| csapat kis mezei futás | Sági Ferenc Tóth Tamás Serfőző Sándor Micro SC                        | 12        | Bodor Olivér Torjai László Árpási Miklós Pécsi VSK                                | 20                          | Csillag Balázs Kovács Krisztián Tóth Szilárd AC Szekszárd           | 21                          |
| csapat mezei futás     | Horváth Béla Juhász András Szabó József Hunyadi DSE                   | 13        | Zatykó Miklós Szabó Imre Rezessy Gergely Vasas                                    |                             | Búcsú Dénes Kovács Tamás Szirbek Zsolt VEDAC                        | 26                          |
| csapat félmaraton      | Zatykó Miklós Rezessy Gergely Szabó Imre Vasas                        | 3:21:08   | Serfőző Sándor Szecsődi Péter Sági Ferenc Micro SE                                | 3:22:33                     | Juhász András Szabó József Horváth Béla Hunyadi DSE                 | 3:24:09                     |
| csapat maraton         | Nagy László Lajtos Márton Zabari János Kiskunfélegyházi Honvéd        | 7:27:17   | Horváth Béla Zsódér Zsolt Szabó József Hunyadi DSE                                | 7:33:39                     | Szabó Gábor Szederkényi Máté Szabó Imre Vasas                       | 7:43:57                     |
| csapat magasugrás      | Boros László Szabó Róbert Papp Napóleon H.Szabó Csaba Kecskeméti ARC  | 196,75 cm | Vaskó Zoltán Tölgyesi Előd Németh Krisztián Belegrai Balázs Alba Regia AK         | 191,75 cm                   | Kovács Tivadar Kelemen József Polonyi Tamás Varga Ádám Szolnoki MÁV | 191,25 cm                   |
| csapat rúdugrás        | Skoumál Péter Szörényi Zoltán Sátor Attila Vladár Tamás TFSE          | 440,00 cm | Ungvári Tamás Olasz Gergő Horn Tamás Horváth Máté Bp. Honvéd                      | 400,00 cm                   | Hankó Ákos Turóczi Zoltán Kútsági Bálint Gach Gergő ELTE TK         | 367,50 cm                   |
| csapat távolugrás      | Dömötör Balázs Polgár Balázs Ungvári Péter Kurucz Ádám KSI            | 668,75 cm | Margl Tamás Babicz Pál Hegedűs Mátyás Ponyori Sándor Tatabányai SC                | 668,50 cm                   | Kürtösi Zsolt Vitényi Roland Király Tamás Gulyás Gorán Pécsi VSK    | 636,25 cm                   |
| csapat hármasugrás     | Dömötör Balázs Kurucz Ádám Ungvári Péter Farkas János KSI             | 14,2175 m | Margl Tamás Babicz Pál Hegedűs Mátyás Ponyori Sándor Tatabányai SC                | 13,8175 m                   | Olasz Tamás Tarr Péter Tölgyesi Előd Langmár Zsolt Alba Regia AK    | 13,6525 m                   |
| csapat súlylökés       | Bognár Szabolcs Kónyi Árpád Miroslav Konopka Németh Zsolt Dobó SE     | 15,2625 m | Sinkó Árpád Mig György Kóczián Jenő Bácsalmási Antal GanzAir-KAC                  | 15,0750 m                   | Bogáthy Tamás Kürtösi Zsolt Nagy Ákos Kiss Balázs Pécsi VSK         | 13,9400 m                   |
| csapat diszkoszvetés   | Pars Krisztián Németh Zsolt Bognár Szabolcs Kónyi Árpád Dobó SE       | 45,4625 m | Kerekes László Holló Sándor Bacskó Sándor Gyurján Tamás Nyíregyházi VSC           | 44,8000 m                   | Nagy Ákos Kürtösi Zsolt Bogáthy Tamás Kiss Balázs Pécsi VSK         | 41,9475 m                   |
| csapat kalapácsvetés   | Pars Krisztián Németh Zsolt Miroslav Konopka Horváth Norbert Dobó SE  | 71,1275 m | Vas Péter Rudolph Venter Végh Sándor Németh Kristóf Dobó SE                       | 61,9150 m                   | Páli Kristóf Zentai Tibor Palásti Gábor Zsebe Attila VEDAC          | 53,6225 m                   |
| csapat gerelyhajítás   | Laduver Róbert Erdős Adrián Kurucsó Péter Simon György Békéscsabai AC | 58,1800 m | Borbély Norbert Palotai László Kristófi Mihály Lajter Sándor Kőrisfa SE Nagykőrös | 57,9450 m                   | Magyari Zoltán Papp Bence Lovász Péter Pál Zoltán Verőcei DSE       | 55,8850 m                   |

### Nők
| Versenyszám            | Arany                                                                      | Arany     | Ezüst                                                                    | Ezüst     | Bronz                                                                                 | Bronz                            |
| ---------------------- | -------------------------------------------------------------------------- | --------- | ------------------------------------------------------------------------ | --------- | ------------------------------------------------------------------------------------- | -------------------------------- |
| 100 m                  | Szabó Enikő Szolnoki MÁV                                                   | 11,69     | Listár Nikolett Alba Regia AK                                            | 11,98     | Szakács Enikő Bp. Honvéd                                                              | 12,30                            |
| 200 m                  | Szabó Enikő Szolnoki MÁV                                                   | 23,77     | Listár Nikolett Alba Regia AK                                            | 24,18     | Szakács Enikő Bp. Honvéd                                                              | 24,99                            |
| 400 m                  | Petráhn Barbara Győri Dózsa                                                | 54,46     | Cziráki Kitty VEDAC                                                      | 55,15     | Bori Annamária Bp. Honvéd                                                             | 55,81                            |
| 800 m                  | Varga Judit Haladás VSE                                                    | 2:04,06   | Cziráki Kitty VEDAC                                                      | 2:09,31   | Járay Melinda Delfin SE                                                               | 2:12,39                          |
| 1500 m                 | Papp Krisztina Újpesti TE                                                  | 4:21,13   | Kroneraff Ágnes Pécsi VSK                                                | 4:24,25   | Nagy Viktória MAC-Népstadion                                                          | 4:31,15                          |
| 5000 m                 | Kálovics Anikó Haladás VSE                                                 | 16:03,69  | Teveli Petra Újpesti TE                                                  | 17:25,59  | Vajda Zsuzsanna MAC-Népstadion                                                        | 17:27,48                         |
| 10 000 m               | Staicu Simona BVSC                                                         | 33:08,70  | Rakonczai Beáta BVSC                                                     | 33:11,41  | Papp Krisztina Újpesti TE                                                             | 33:53,32                         |
| 4 × 100 m              | Rácz Eszter Miklós Éva Listár Nikolett Varga Fruzsina Alba Regia AK        | 46,74     | Rózsa Zsófia Szakács Enikő Varga Bianka Vaszi Tünde Bp. Honvéd           | 47,12     | Krámer Zsófia Kőmíves Erika Majzik Mária Kövesi Krisztina Bp. Honvéd                  | 48,56                            |
| 4 × 400 m              | Szakács Enikő Rózsa Zsófia Varga Bianka Bori Annamária Bp. Honvéd          | 3:44,71   | Listár Nikolett Miklós Éva Pálfi Katalin Varga Fruzsina Alba Regia AK    | 3:49,16   | Komlóssy Zsuzsa Badis Anissza Viczina Ágnes Petráhn Barbara Győri Dózsa               | 3:50,77                          |
| 3 × 800 m              | Cziráki Kitti Tóth Lívia Wágenhoffer Judit VEDAC                           | 6:34,16   | Molnár Barbara Nagy Viktória Vajda Zsuzsanna MAC-Népstadion              | 6:59,97   | Oszlányi Réka Bánhegyi Adrienn Baksza Anita ELTE-TK                                   | 7:28,02                          |
| 100 m gát              | Vári Edit BEAC                                                             | 13,25     | Miklós Éva Alba Regia AK                                                 | 13,64     | Pistár Szilvia Debreceni AK-DSI                                                       | 13,76                            |
| 400 m gát              | Horváth Dóra Ikarus BSE                                                    | 59,82     | Skoumál Réka Kaposvári Maraton AC                                        | 59,89     | Pistár Szilvia Debreceni AK-DSI                                                       | 1:01,26                          |
| 3000 m akadályfutás    | Tóth Lívia VEDAC                                                           | 10:28,29  | Garami Katalin Bp. Honvéd                                                | 11:06,03  | Kiss Melinda VEDAC                                                                    | 11:14,16                         |
| 10 km gyaloglás        | Ilyés Ildikó Alba Regia AK                                                 | 49:50     | Varró Katalin Hunyadi DSE                                                | 50:12     | Gerendási Eszter BEAC                                                                 | 52:20                            |
| 20 km gyaloglás        | Varró Katalin Hunyadi DSE                                                  | 1:48:46,8 | Zádori Orsolya Szegedi VSE                                               | 1:53:54,4 | Székely Olga Szegedi Lelkesedés                                                       | 1:57:03,0                        |
| magasugrás             | Győrffy Dóra BEAC                                                          | 190 cm    | Bódi Bernadett Ferencvárosi TC                                           | 182 cm    | Erős Enikő MAC-Népstadion                                                             | 170 cm                           |
| rúdugrás               | Szabó Zsuzsanna BEAC                                                       | 420 cm    | Juhász Fanni Újpesti TE                                                  | 420 cm    | Donáth Katalin Újpesti TE                                                             | 410 cm                           |
| távolugrás             | Vaszi Tünde Bp. Honvéd                                                     | 659 cm    | Miklós Éva Alba Regia AK                                                 | 648 cm    | Ajkler Zita Nyíregyházi VSC                                                           | 643 cm                           |
| hármasugrás            | Miklós Éva Alba Regia AK                                                   | 13,66 m   | Ajkler Zita Nyíregyházi VSC                                              | 13,64 m   | Óvári Zita Szolnoki MÁV                                                               | 13,20 m                          |
| súlylökés              | Kürti Éva Nyíregyházi VSC                                                  | 15,80 m   | Dívós Katalin Dobó SE                                                    | 14,32 m   | Balazsicz Eszter Zalaegerszegi AC                                                     | 14,31 m                          |
| diszkoszvetés          | Kürti Éva Nyíregyházi VSC                                                  | 54,10 m   | Varga Ildikó Gödöllői EAC                                                | 52,17 m   | Dívós Katalin Dobó SE                                                                 | 51,33 m                          |
| kalapácsvetés          | Dívós Katalin Dobó SE                                                      | 66,26 m   | Tudja Júlia VEDAC                                                        | 63,41 m   | Hajnal Mária Nyíregyházi VSC                                                          | 61,28 m                          |
| gerelyhajítás          | Szabó Nikolett Ferencvárosi TC                                             | 59,27 m   | Frajka Xénia Újpesti TE                                                  | 54,35 m   | Bárány Bernadett Ferencvárosi TC                                                      | 48,93 m                          |
| hétpróba               | Deák Katalin Ferencvárosi TC                                               | 5122      | Skoumal Réka Kaposvári Marathon AC                                       | 5089      | Miklós Éva Alba Regia AK                                                              | 4949                             |
| félmaraton             | Kálovics Anikó Haladás VSE                                                 | 1:11:08   | Rakonczai Beáta BVSC                                                     | 1:13:16   | Földingné Nagy Judit Győri Dózsa                                                      | 1:15:46                          |
| maratoni futás         | Földingné Nagy Judit Győri Dózsa                                           | 2:41:56   | Benkó Gabriella Bp. Honvéd                                               | 2:59:10   | Farkas Katalin Micro SC                                                               | 3:04:24                          |
| mezei futás 6 km       | Staicu Simona BVSC                                                         | 20:47     | Tóth Lívia VEDAC                                                         | 22:03     | Mezei Zita Debreceni SI                                                               | 22:23                            |
| csapat félmaraton      | Kálovics Anikó Prácser Kinga Csikós Mária Haladás VSE                      | 4:00:48   | Vajda Zsuzsa Molnár Barbara Nagy Viktória MAC-Népstadion                 | 4:06:51   | Farkas Katalin Rédl Szilvia Kovács Krisztina Micro SC                                 | 4:08:58                          |
| csapat maratoni futás  | Farkas Katalin Rédli Szilvia Szekeres Vera Micro SC                        | 9:56:53   | Berkes Katalin Farkas Valéria Szalai Edina Margitszigeti AC              | 10:51:57  | Több induló csapat nem volt                                                           | Több induló csapat nem volt      |
| csapat 10 km gyaloglás | Varró Katalin Bárány Nikolett Szalai Edina Hunyadi DSE                     | 2:45:55   | Erdős Ivett Nemere Dóra Mészáros Anita Bp. Honvéd                        | 2:46:32   | Zádori Orsolya Székely Orsolya Benkő Anita Szegedi VSE                                | 2:56:21                          |
| csapat 20 km gyaloglás | Varró Katalin Bárány Nikolett Kiss Éva Hunyadi DSE                         | 6:23:39,7 | Illés Hedvig Mészáros Piroska Kiss Kovács Györgyi Békési DAC             | 6:58:48,5 | Nem volt több értékelhető csapat                                                      | Nem volt több értékelhető csapat |
| csapat mezei futás     | Tóth Lívia Kiss Melinda Brassay Réka VEDAC                                 | 16        | Vajda Zsuzsa Nagy Viktória Csizi Réka MAC-Népstadion                     | 32        | Demetrovics Judit Bognár Katalin Vonnák Dzsamila Bp. Honvéd                           | 40                               |
| csapat magasugrás      | Sárközi Szandra Balogh Katalin Hermesz Ágnes Lakatos Liána Pécsi VSK       | 161,50 cm | Ináncsi Vera Németh Klára Kövesi Erika Pottyondi Anna Bp. Honvéd         | 155,00 cm | Józsa Anna Králik Andrea Szabó Melinda Csócsa Petra TFSE                              | 151,25 cm                        |
| csapat rúdugrás        | Lendvai Zsuzsa Kovács Katalin Auth Gabriella Szentpáli Katalin Bp. Honvéd  | 332,50 cm | B. Kiss Evelin Hipeller Éva Fekete Éva Kőhalmi Dóra TFSE                 | 312,50 cm | Bajnai Bernadett Püski Nikolett Karsai Nóra Tamits Orsolya ELTE-TK                    | 282,50 cm                        |
| csapat távolugrás      | Miklós Éva Listár Nikolett Varga Fruzsina Rácz Eszter Alba Regia AK        | 553,25 m  | Kapitány Eszter Majzik Mária Kövesi Erika Auth Gabriella Bp. Honvéd      | 550,25 cm | Ináncsi Vera Kovács Katalin Pottyondi Anna Rózsa Zsófia Bp. Honvéd                    | 516,50 m                         |
| csapat hármasugrás     | Miklós Éva Disztl Gabriella Lukács Erika Pálfi Katalin Alba Regia AK       | 11,9050 m | Hermesz Ágnes Balogh Katalin Katits Bernadett Sárközy Szandra Pécsi VSK  | 11,2375 m | Németh Klára Kövesi Erika Ináncsi Vera Szabó Ágnes Bp. Honvéd                         | 11,2175 m                        |
| csapat súlylökés       | Dívós Katalin Marx Lívia Németh Barbara Németh Orsolya Dobó SE             | 12,0800 m | Balazsicz Eszter Bálint Zita Horváth Judit Fehér Mónika Zalaegerszegi AC | 11,5500 m | Lukóczki Nárcisz Laurinyecz Gyöngyi Erdősné Nagy Lídia Medovarszky Éva Békéscsabai AC | 11,4100 m                        |
| csapat diszkoszvetés   | Dívós Katalin Marx Lívia Németh Barbara Németh Gyöngyi Dobó SE             | 38,3275 m | Kürti Éva Hajnal Mária Benke Judit Keller Ildikó Nyíregyházi VSC         | 37,5675 m | Frajka Xénia Szöllős Eszter Tóth Georgina Érdi Nikoletta Újpesti TE                   | 33,6825 m                        |
| csapat kalapácsvetés   | Divós Katalin Marx Livia Nickl Vanda Németh Noémi Dobó SE                  | 56,9825 m | Németh Orsolya Németh Barbara Iván Ivett Tripa Ildikó Dobó SE            | 50,4000 m | Orbán Éva Szeghalmi Mária Pápai Zsuzsanna Mészöly Piroska VEDAC                       | 45,0000 m                        |
| csapat gerelyhajítás   | Bárány Bernadett Gránicz Andrea Széphegyi Kitti Nagy Xénia Ferencvárosi TC | 40,9275 m | Kalla Lea Baumgartner Eszter Vizsoly Mária Kőszegi Boglárka TFSE         | 35,8325 m | Kovács Eszter Lipták Zita Jávorfi Ágnes Becsák Barbara Tatabányai SC                  | 35,6400 m                        |

## Téli dobóbajnokság
Férfiak
| Versenyszám   | Arany                         | Arany   | Ezüst                                  | Ezüst   | Bronz                        | Bronz   |
| ------------- | ----------------------------- | ------- | -------------------------------------- | ------- | ---------------------------- | ------- |
| diszkoszvetés | Varga Roland Újpesti TE       | 61,30 m | Nagy Ákos Pécsi VSK                    | 52,31 m | Tóth Lajos Debreceni SE      | 51,13 m |
| kalapácsvetés | Botfa Péter Haladás VSE       | 75,84 m | Pars Krisztián Dobó SE                 | 75,01 m | Németh Zsolt Dobó SE         | 73,79 m |
| gerelyhajítás | Laduver Róbert Békéscsabai AC | 66,21 m | Horváth Zsolt Testnevelési Főiskola AC | 60,50 m | Kurucsó Péter Békéscsabai AC | 58,31 m |

Nők
| Versenyszám   | Arany                             | Arany   | Ezüst                         | Ezüst   | Bronz                               | Bronz   |
| ------------- | --------------------------------- | ------- | ----------------------------- | ------- | ----------------------------------- | ------- |
| diszkoszvetés | Kürti Éva Nyíregyházi VSC         | 54,63 m | Máté Katalin Csabai Atléta SE | 44,71 m | Marx Lívia Dobó SE                  | 41,73 m |
| kalapácsvetés | Marx Lívia Dobó SE                | 60,24 m | Németh Orsolya Dobó SE        | 58,09 m | Orbán Éva VEDAC                     | 57,91 m |
| gerelyhajítás | Füredi Zsuzsanna Zalaegerszegi AC | 50,60 m | Kovács Réka ELTE TK           | 49,54 m | Bata Beáta Testnevelési Főiskola AC | 36,28 m |

## Magyar atlétikai csúcsok
- n. 300 m 37.43 ocs. Petráhn Barbara Győri Dózsa Mexikóváros 5. 3.
- n. 800 m 1:59.46 ocs. Varga Judit Haladás VSE Ostrava 6. 12.
- n. 10 000 m 31:40.31 ocs. Kálovics Anikó Haladás VSE Watford 7. 5.
- kalapácsvetés 84.19 m ocs. Annus Adrián HVSE Szombathely 8. 10.
- gerelyvetés 81.55 m ocs. Horváth Gergely RS-ZAC Nyíregyháza 8. 2.
- fp. n. 100 m gát 13.27 ocs. Vári Edit BEAC Budapest 3. 7.
- fp. nehézkalapács 19.78 m ocs. Máté Gábor Csepeli ASE Gainesville 3. 2.